# Штоттмайстер, Хорст
Хорст Штоттмайстер (нем. Horst Stottmeister; род. 7 января 1948, Штендаль, Саксония-Анхальт) — восточногерманский борец вольного стиля, чемпион и призёр чемпионатов Европы, призёр чемпионатов мира, участник летних Олимпийских игр 1972 и 1976 годов.

## Выступления на Олимпиадах
На Олимпиаде 1972 года в Мюнхене Штоттмайстер выступал в категории до 82 кг. В схватке первого круга он победил представителя Венгрии Иштвана Ковача, а во втором одержал чистую победу над спортсменом из Болгарии Иваном Илиевым. В третьей схватке был побеждён по очкам турецкий борец Хайри Полат. Четвёртый круг Штоттмайстер пропустил. Пятая схватка с японцем Тацуо Сасаки завершилась вничью. В последней, шестой схватке Штоттмайстер был побеждён по очкам американским борцом Джоном Петерсоном. В итоговом протоколе немецкий борец занял 4 место.
К Олимпиаде 1976 года в Монреале Штоттмайстер перешёл в категорию до 90 кг. В первой схватке им за 46 секунд был чисто побеждён представитель ФРГ Петер Ноймаер, а в следующей схватке с Геза Молнаром из Венгрии последний был дисквалифицирован. Третья схватка закончилась чистой победой Штоттмайстера над Павлом Курчевским из Польши, а в четвёртой немец был чисто побеждён советским борцом Леваном Тедиашвили. В следующей схватке Штоттмайстер за явным преимуществом победил шведского борца Франка Андерссона. Шестая схватка стала для немецкого борца последней на Олимпиаде: он проиграл по очкам американскому борцу Бену Петерсону и, набрав 7,5 штрафных очков, завершил выступление, снова став четвёртым.